# Търнава (дем Преспа)
 Тази статия е за селото в Егейска Македония.  За други значения на Търново вижте Търново (пояснение).  За други значения на Търнава вижте Търнава.
Тъ̀рнава, Тъ̀рнова или Тъ̀рнаво (местно произношение Тъ̀рнаа, на гръцки: Πράσινο, Прасино, катаревуса: Πράσινον, Прасинон, до 1955 година Τίρνοβο, Тирново) е село в Република Гърция, в дем Преспа, област Западна Македония.

## География
Селото е разположено в областта Кореща (Корестия) на 34 километра югозападно от град Лерин (Флорина) и на 34 километра северно от Костур (Кастория) на брега на Рулската река, ляв приток на Бистрица (Алиакмонас).

## История

### В Османската империя
Селото се споменава за пръв път в османски дефтер от 1530 година под името Търнова с 18 семейства. В края на XIX век Търнова е българско село в Костурска каза на Османската империя. Църквата в центъра „Свети Георги“ е от 1868 година според надписа над западния вход. Североизточно от селото има и по-малка църква „Свети Арсений“. В „Етнография на вилаетите Адрианопол, Монастир и Салоника“, издадена в Константинопол в 1878 година и отразяваща статистиката на населението от 1873 година, Търново (Trnovo) е показано като село в Костурска каза с 89 домакинства и 260 жители българи. Между 1896 и 1900 година селото преминава под върховенството на Българската екзархия.
Според статистиката на Васил Кънчов („Македония. Етнография и статистика“) в 1900 година Търнова има 395 жители българи.
На Етнографската карта на Битолския вилает на Картографския институт в София от 1901 година Тирново е чисто българско село в Костурската каза на Корчанския санджак с 68 къщи.
В началото на XX век почти цялото население на Търнава е под върховенството на Цариградската патриаршия, но след Илинденското въстание в началото на 1904 година селото отново минава под върховенството на Българската екзархия.
През ноември 1903 година българският владика Григорий Пелагонийски, придружаван от Наум Темчев и Търпо Поповски, пристигат в Смърдеш и раздават помощи на пострадалото при потушаването на Илинденското въстание население. При него пристига делегация от Търново, която се оплаква от действията на Коте Христов, който минал на гръцка страна, подкупен с пари и златен часовник от Герман Каравангелис.
По данни на секретаря на екзархията Димитър Мишев („La Macédoine et sa Population Chrétienne“) в 1905 година в Търново има 544 българи екзархисти и работи българско училище. Според Георги Константинов Бистрицки Търново преди Балканската война има 100 български къщи.
Търново пострадва Гръцка въоръжена пропаганда в Македония - в началото на май 1905 година преминалият на гръцка страна Коте Христов пребива жестоко българския учител в Търново Георги Райков, а самото село преживява и други андартски нападения, при които са изгорени всички български книги. Според Георги Трайчев през 1911/1912 година в Търново има 11 къщи със 109 жители.
По време на Балканската война един човек от Търново се включва като доброволец в Македоно-одринското опълчение.
На етническата карта на Костурското братство в София от 1940 година, към 1912 година Търново е обозначено като българско селище.
- Икони от „Свети Арсений“
- „Свети Арсений“
- „Света Богородица“
- „Иисус Христос“

### В Гърция
През войната селото е окупирано от гръцки части и остава в Гърция след Междусъюзническата война. Боривое Милоевич пише в 1921 година („Южна Македония“), че Търнова (Трнова) има 80 къщи славяни християни. В 1927 година селото е прекръстено на Прасинон, в превод зелено.
| Име          | Име           | Ново име       | Ново име         | Описание                                 |
| ------------ | ------------- | -------------- | ---------------- | ---------------------------------------- |
| Моро         | Μόρο          | Македономахон  | Μακεδονομάχων    | местност във Вич на ЮИ от Търнава        |
| Търново      | Μάρμοβο       | Анкатотон      | Άγκαθωτόν        |                                          |
| Големи Раски | Γκολένι Ράσκι | Кладариес      | Κλαδαριές        | местност в Корбец на З от Търнава        |
| Богданица    | Μποδτσάνι     | Рема ту Ставру | Ρέμα του Σταυρού | река в Корбец на З от Търнава            |
| Големе       | Γκολέμε       | Асвас          | Άσβός            | местност във Вич на Ю от Търнава         |
| Киска        | Κίσκα         | Анторахи       | Άνθορράχη        | връх във Вич на ЮИ от Търнава (1502 m)   |
| Лесич        | Λέβιτς        | Агнандия       | Άγνάντια         | връх във Вич на ЮИ от Търнава (1826,9 m) |

Преброявания
- 1940 – 376 жители
- 1951 – 128 жители
- 1961 – 117 жители
- 1971 – 53 жители
- 1981 – 21 жители
- 1991 – 24 жители
- 2001 - 14 жители
- 2011 - 21 жители

## Личности
Родени в Търнава
- Антон Ямовски (1928 – 1949), гръцки комунист, през януари 1947 година влиза в ДАГ на Вич, участва в много битки, раняван е три пъти - на 15 юни 1947 година, на 20 март 1948 година и на 1 май 1948 година, от януари 1948 до февруари 1949 година служи в народната милиция, а по-късно в 18-а пехотна бригада; става лидер на ЕПОН в 427-и батальон и е произведен в младши лейтенант; загива на 14 август 1948 година в битката на Вич на кота 1685; посмъртно е произведен в лейтенант[22]
- Ване Насто, арестуван през август 1903 година, обвинен в „даване на укритие на българския комитет“, осъден на 3 години каторга, заточен в Диарбекир, амнистиран с общата амнистия от 12 април 1904 година[23]
- Георги Райков (1864 – ?), български просветен и революционен деец, македоно-одрински опълченец
- Йоанис Калицас (Ιωάννης Καλίτσας), гръцки андартски деец
- Лазо (Λάζος), гърцки андартски деец
- Митре Божинов, свещеник, арестуван през август 1903 година, обвинен в „даване на укритие на българския комитет“, осъден на 5 години каторга, заточен в Диарбекир, амнистиран с общата амнистия от 12 април 1904 година[24]
- Пандо Стериов (? – 1906), деец на ВМОРО, арестуван в 1905 година за убийство на войник и осъден на смърт (21 януари 1906)[25]
- Петро Каранфил, арестуван през август 1903 година, обвинен в „даване на укритие на българския комитет“, осъден на 6 години каторга, заточен в Диарбекир, амнистиран с общата амнистия от 12 април 1904 година[24]
- Тодор Адамов (Θεόδωρος Αδάμ), гръцки андартски деец, четник в четата на Каравитис
- Фоте (Φώτης), гръцки андартски деец

Починали в Търнава
- Лазар Поптрайков (1878 – 1903), български революционер
- Евстатиос (Статис) Лихадиотис (? – 1905), гръцки андартски капитан